# بين دي. ألتاميرانو
بين دي. ألتاميرانو هو سياسي أمريكي، ولد في 17 أكتوبر 1930 في سيلفر سيتي في الولايات المتحدة، وتوفي في 27 ديسمبر 2007 بسبب نوبة قلبية. نشط حزبياً في الحزب الديمقراطي. وقد انتخب عضو مجلس ولاية نيومكسيكو ‏.